# 崁下
崁下，是臺灣新竹縣芎林鄉的一個傳統地域名稱，位於該鎮西北部。相較於今日行政區，其範圍大致為上山村西南端凸出部分。

## 歷史
台灣清治末期至日治初期，崁下地區為一街庄，稱為「崁下庄」，隸屬於竹北一堡。該庄輪廓呈西北—東南走向且兩端尖銳的狹長形，東北側自西而東分別與三崁店庄、上山庄、柯仔林庄為鄰，西南側自東而西分別與荳仔埔庄、二重埔庄、蔴園肚庄為鄰。
1901年（日治明治三十四年）11月，全台廢縣廳改設二十廳，該庄隸屬於新竹廳。1909年（明治四十二年）10月，合併二十廳為十二廳，該庄隸屬不變。1920年（大正九年），廢十二廳改設五州二廳，該庄改制為「崁下」大字，隸屬於新竹州竹東郡芎林庄。
戰後芎林庄改制為芎林鄉，隸屬於新竹縣，大字亦改制為村。1950年桃、竹、苗分治，芎林鄉隸屬不變。

## 交通
縣道120號是竹北下斗崙至尖石八五大橋的道路，也是頭前溪北岸主要的連絡道路，大致以西北—東南走向經過崁下地區中北部邊界地帶及東南部，向西北可前往六家北郊後於竹北下斗崙與省道台1線交會，向東南可前往芎林市區南郊、內灣、尖石等地。
縣道115號是觀音至芎林的道路，其南側端點位於本地區東南部的縣道120號路口，由此向東北轉北可前往新埔、楊梅、新屋、觀音等地。
縣道115號向西南過端點續行出境外不遠處可達新中正橋，過橋後即為省道台68線（東西向快速公路－南寮竹東線）的芎林交流道，再續行不久可達台鐵內灣線的上員車站。